# Amorphoscelis pellucida
Amorphoscelis pellucida är en bönsyrseart som beskrevs av John Obadiah Westwood 1889. Amorphoscelis pellucida ingår i släktet Amorphoscelis och familjen Amorphoscelidae. Inga underarter finns listade i Catalogue of Life.